# Federazione calcistica della Repubblica Ceca
L'Associazione calcistica della Repubblica Ceca (in ceco Fotbalová asociace České republiky, abbreviato in FAČR) è il massimo organismo calcistico della Repubblica Ceca. Si occupa dell'organizzazione dei campionati minori, della coppa nazionale e pone sotto la propria egida la Nazionale ceca. Ha sede a Praga.
Fu fondata nel 1901 e si affiliò alla FIFA nel 1907 e alla UEFA nel 1954. Dal 1920 al 1938 e dal 1945 al 1993 era nota con il nome di Federazione calcistica della Cecoslovacchia (in ceco Československý fotbalový svaz, acronimo ČSFS; in slovacco Československý futbalový zväz, acronimo ČSFZ) e controllava la nazionale cecoslovacca. Dopo la separazione della Cecoslovacchia l'associazione assunse il nome attuale, si affiancò alla nascente Federazione calcistica della Slovacchia.
Nel 1934 il segretario della federcalcio cecoslovacca era Gurthler.
L'attuale presidente è Martin Malík.